# Craspedotropis gretathunbergae
Craspedotropis gretathunbergae (лат.) — вид сухопутных улиток из рода Craspedotropis семейства ценогастропод Cyclophoridae. Описан международной группой учёных в 2019 году; видовое название дано в честь Греты Тунберг.

## Распространение
Обнаружены в Брунее (Юго-Восточная Азия, северо-западный берег острова Калимантан).

## Этимология
Вид очень чувствителен к засухам, уничтожению лесов и крайним значениям температур, а следовательно, будет, вероятно, тяжело переносить изменения климата. Именно поэтому его и решили назвать в честь экоактивистки Греты Тунберг. По мнению учёных, её поколение будет заниматься решением проблем, которые они не создавали.

## Описание
Мелкая улитка. Высота раковины от 2,7 до 2,9 мм, ширина от 1,7 до 1,8 мм. Раковина высокая, коническая, состоит из 5,25—5,75 выпуклых завитков. Тело бледное, щупальца тёмно-серые. Обитает в смешанных диптерокарповых равнинных тропических лесах. Все особи были найдены живыми у подножия крутого склона холма, рядом с берегом реки. Ведут ночной образ жизни на верхних поверхностях зелёных листьев низкорослых растений на высоте до 1 м над уровнем земли.